# Micralestes stormsi
Micralestes stormsi és una espècie de peix de la família dels alèstids i de l'ordre dels caraciformes.

## Morfologia
- Els mascles poden assolir 10 cm de longitud total.[1][2]

## Hàbitat
És un peix d'aigua dolça i de clima tropical (22 °C-26 °C).

## Distribució geogràfica
Es troba a Àfrica.

## Estat de conservació
Es troba amenaçada per la terbolesa de l'aigua a causa de l'erosió de les conques fluvials deguda a l'expansió agrícola.